# Alexandr Mitrofanovič Kovaljov
Alexandr Mitrofanovič Kovaljov (rusky Алекса́ндр Митрофа́нович Ковалёв; 22. května 1923, Mohylevská oblast – 23. prosince 2010, Moskva) byl sovětský marxisticko-leninský filozof a vysokoškolský pedagog, doktor věd, profesor filosofické fakulty Moskevské státní univerzity, držitel čestného titulu "Zasloužilý vědec RSFSR".

## Dílo
- Ковалев А. М. Социализм и закономерности общественного развития. — М.: Изд-во МГУ, 1982.
- Ковалев А. М. Промышленная цивилизация и судьба России. Идеи, размышления, гипотезы. — М.: Изд-во "ЧеРо", 2003.

## Řády a vyznamenání
- Řád vlastenecké války
- Medaile Za obranu Stalingradu